# ベアト・ヤンス
ベアト・ヤンス（独: Beat Jans、ドイツ語発音: [beːat jans]、1964年7月12日 - ）は、スイスの環境科学者、政治家。バーゼル＝シュタット準州政府主席や国民議会議員を経て、2024年1月1日から連邦参事会参事を務める。

## 経歴
1964年7月12日、バーゼルで溶接工のアントン・ヤンスと小売店販売員であったマリア・ヤンスの長男として誕生。生後間も無く、リーヘンで育った。母のマリアはドイツ系で第二次世界大戦中にドイツからスイスに移住した。1987年に農業技術者としての研修を終え、ヤンスは1994年にチューリッヒ工科大学で環境科学の学位を取得。
1987年から1989年にかけて、ヘルヴェタス・インターコーポレーションによるパラグアイとハイチでの環境開発プロジェクトで環境アドバイザーとして現地指導を行った。2000年から2010年に国民議会議員に当選するまで、プロナチュラの理事会メンバーであった。1998年にSPに入党し、2001年にバーゼル・シュタット大評議会議員となる。2010年、国民議会議員に当選。国民議会では経済管理委員会メンバーとして配属された。
2019年にSP所属の全州議会議員のアニタ・フェッツが再選しないことをきっかけに、ヤンスは全州議会議員への鞍替えも検討していたが、女性候補者を輩出するために出馬を撤回。2015年にジャクリーン・フェールの後任としてSP副党首に選出される。SPに共同党首制が導入されることに伴い、ヤンスは副党首を退任。
2020年10月25日にバーゼル・シュタット執行評議会議員と同時に同年11月、主席に選出された。
2023年スイス連邦選挙で、彼は社会民主党のアラン・ベルセの後任となる連邦参事会幹事候補者に指名された。第2回決選投票でヤンスと国民議会議員のダニエル・ジョシッチの一騎打ちが行われ、112票対70票でヤンスが当選確実となり、12月13日に次期連邦参事会参事として当選。2024年1月1日、連邦参事会幹事に就任。

## 人物
2004年6月11日、ハワイでの旅行中に知り合ったフロリダ州マイアミ出身の女性、トレイシー・レニー・グラス（1972年生）と結婚。グラスは生物統計学者であり、ヤンスとの2年間の大恋愛の末に、スイス大手製薬会社ノバルティスへ就職。グラスはノバルティスからスイス熱帯公衆衛生研究所に派遣され、統計科学室長に就任。グラスとの間に2女を設ける。グラスと2人の娘はスイスとアメリカの二重国籍である。